# Tarkan
Tarkan Tevetoğlu (Alzey, 17 oktober 1972), beter bekend als Tarkan, is een Turkse popzanger. Hij werd in Duitsland geboren, emigreerde met zijn familie naar Turkije en studeerde klassieke Turkse muziek in Istanboel. Sinds 1992 is hij de beroemdste ster van de hedendaagse Turkse popscene. Al jaren laat hij in verkoopcijfers alle andere Turkse popzangers ver achter zich. Tarkan brak internationaal door in 1999 met het lied Şımarık, waarmee hij een World Music Award won. Op CNN is Tarkan wel de "Turkse Elvis" genoemd.
Behalve in Europa en Turkije heeft hij fans in Latijns-Amerika, Australië en Rusland. In Rusland is hij de best verkopende niet-Russische popartiest. Op het internet zijn er fanclubs in meer dan vijftien talen te vinden.
De popzanger heeft een ondeugend imago. Zijn liedjes zijn dubbelzinnig van tekst. In zijn video's en bij concerten zet hij zichzelf neer als sexy danser, maar ook als gevoelige jongen. Er wordt in superlatieven over hem geschreven (zowel positief als negatief), en in Turkije heeft hij de bijnaam "megaster".
In Turkije geeft Tarkan bijna elk jaar een tournee. Hij heeft verder concerten gegeven in Buenos Aires, Caïro, New York, Mexico-Stad en Dubai. Vrijwel alle grote West-Europese steden heeft hij aangedaan, zoals Kopenhagen, Londen, Parijs en Amsterdam. Ook trad hij op in Oost-Europa, met name in Roemenië, Bulgarije en Rusland. De meeste concerten buiten Turkije gaf hij echter in Duitsland - vrijwel elke twee jaar doet hij zijn vroegere "Heimat" aan met een tournee van enkele weken.
In Nederland heeft Tarkan tot nu toe negen keer opgetreden: in Rotterdam (1995), in 's-Hertogenbosch (1997), viermaal in Ahoy Rotterdam (1999, 2007, 2018 en 2025) en driemaal in de Heineken Music Hall in Amsterdam (2008, 2011 en 2019)

## Jeugd
Als zoon van Turkse immigranten werd Tarkan op 17 oktober 1972 geboren in het Duitse Alzey, als vijfde in een gezin met zes kinderen. Zijn vader, Ali en zijn moeder Nese, noemden hun zoon Tarkan, naar een Turkse stripheld, een soort Robin Hood van Turkije die het voor de armen opnam. Zijn vader is overleden. Hij was het tweede kind uit het tweede huwelijk van zijn moeder, met een oudere broer Hakan en een jonger zusje, Handan. Uit het eerste huwelijk van zijn moeder heeft hij nog twee zussen, Gulay en Nuray, en een oudere broer, Adnan. In 1986, toen Tarkan dertien was, ging het gezin terug naar Turkije.
Tarkan begon met een muziekstudie in Karamürsel in 1988 en vervolgde zijn studie klassieke muziek toen zijn gezin naar Istanboel verhuisde. Hij bleef in Istanboel om zich op de universiteit voor te bereiden, toen zijn familie besloot naar Karamürsel te remigreren in 1990. Op 18-jarige leeftijd verdiende hij zijn geld met het zingen van klassieke Turkse "Sanat" muziek op bruiloften.
Nadat hij in 1990 de klassieke muziekschool had afgerond wilde Tarkan aanvankelijk naar de universiteit, maar hij haalde zijn toelatingsexamen niet. Omdat hij maar niet uit het bruiloftszanger-circuit kon wegkomen, overwoog hij naar Duitsland te remigreren. Hij zou bij zijn oudste broer gaan wonen. Toen hij vlak voor zijn vertrek de producer Mehmet Sögütoğlu tegen het lijf liep veranderde alles.

## Carrière

### 1992: debuut
In Turkije werden in het begin van de jaren 90 zelden cd's verkocht, de meeste artiesten verkochten cassettes. De jonge popster Tarkan bracht in 1992 een eerste cassette met voornamelijk covers uit, Yine Sensiz (Alweer zonder jou) die onmiddellijk in de Turkse top 10 belandde. In 1993 werd dit album, voorzien van extra remixes, ook als cd op de markt gebracht. Zijn eerste hit, Kıl oldum abi was een komisch popnummer over een meisje met een slechte kledingsmaak.
Daarna volgden Kimdi, een cover van Cheb Chaled's nummer Didi en Çok ararsın beni, beide uptempo popnummers met bijbehorende videoclip.
Tarkan werd pas echt beroemd met zijn ballad Vazgeçemem, een remake van het nummer No Volvere van the Gipsy Kings.
Van het album Yine Sensiz werden op cassette en cd meer dan 1 miljoen exemplaren verkocht.

### 1994: massahysterie
Voor zijn tweede cassette/cd, Aacayipsin (Je bent te gek) uit 1994 besloot hij voortaan nieuwe nummers te zingen. Hij componeerde een groot deel van de nummers zelf, zich daarbij baserend op zijn klassieke opleiding. Voor het tweede album werd bovendien de succesvolle zangeres en componist Sezen Aksu benaderd, die voor Tarkan de nummers Hepsi Senin Mi en Şeytan Azapta schreef. Dankzij het eerstgenoemde nummer, met de bijbehorende sexy video, werd Tarkan erg populair. Er werd voor zeven liedjes van het album een videoclip gemaakt, waarbij die van Dön Bebeğim in New York werd opgenomen. Omdat in Turkije toen nog geen singles werden uitgebracht, zorgde elke videoclip die werd uitgebracht voor een toename van de verkoopcijfers van het album. Aacayipsin bleef vier jaar in de Turkse hitlijsten staan en er werden in Turkije en in Europa meer dan 2,5 miljoen exemplaren van verkocht.
De Turkse boulevardpers maakte Tarkan tot hun topprioriteit, en de zanger kon niet meer in het openbaar verschijnen zonder te worden lastiggevallen. Dit noodzaakte hem om naar New York te verhuizen, om in deze metropool tenminste rustig over straat te kunnen lopen. Hij studeerde er Engels aan de universiteit. In 1996 sloot Tarkan een contract met Ahmet Ertegün van Atlantic Records. Er werd gewerkt aan een Engelstalig cross-over-album, dat echter nooit zou worden uitgebracht, en waarvan slechts delen van songs te horen waren bij een Turkse tv-documentaire.
Intussen werd er wel een nieuw Turkstalig album uitgebracht. Van het derde album van Tarkan, Ölürüm Sana (1997), werden in Turkije 4,5 miljoen exemplaren verkocht. Het werd gevolgd door een grote tournee door heel Turkije en een tournee door Duitsland. Voor het nummer Ölürüm Sana werd een bondage-video in New York opgenomen, die veel stof deed opwaaien in Turkije. Een andere omstreden video was Salına salına sinsice, waarin de naam van de spijkerbroeksponsor en blote vrouwenborsten te zien waren.

### 1999: internationale doorbraak
Het duurde echter tot 1999 voordat Tarkan tot internationale hitlijsten doordrong met zijn door Sezen Aksu geschreven hit Şımarık (Verwend), dat oorspronkelijk op Ölürum Sana had gestaan. Het nummer met de kusjes werd een zomerhit en zowel in Europa als in Zuid-Amerika leverden de single en het compilatiealbum Tarkan diverse prijzen en platina platen op. Şımarık bereikte in Frankrijk de derde plek van de hitlijst en in de Vlaamse Ultratop 50 de vijfde. In de Waalse Ultratop haalde het de eerste plaats.
Het nummer werd diverse keren gecoverd. De bekendste versie is die van Holly Valance, maar er kwam ook een Japanse cover uit. Het nummer Şıkıdım van Tarkan is ook Nederlandstalig gecoverd met het nummer Zin in jou van Max en door Niels William met het nummer: Zie ze doen. Tarkan reisde de wereld af voor promotie en concerten. Op de single Şımarık volgden nog Şıkıdım en Bu Gece.

### 2001: videokunstenaar
In 2001 bracht Tarkan zijn album Karma uit. Het album vertegenwoordigde de typische Tarkan-stijl van pop gemengd met Turkse ritmes en instrumenten. Zijn sexy imago werd verder uitgewerkt, onder meer door een erotische kalender en door een omstreden video waarin hij met een vrouw tongzoende. Tarkan had ook een primeur met dit album, doordat er twee singles van werden uitgebracht. Dat was een unicum in Turkije, omdat men daar doorgaans alleen albums verkoopt. Het waren de twee nummers Kuzu Kuzu (Als een lammetje) en Hüp (Hhhhhup).
Van drie nummers werden twee verschillende videoclips uitgebracht, namelijk voor Kuzu Kuzu, Hüp en  Verme.
Voor één videoclip van Hüp werd de Turkse regisseur Ferzan Özpetek, bekend van Hamam en Il Bagno Turco, aangetrokken. De video viel dan ook in de prijzen.
Het short-album Dudu werd uitgebracht in 2003 onder Tarkans eigen label HITT Music. Van dit vierde album, eigenlijk een maxi-album, werden meer dan een miljoen exemplaren verkocht. Ook van dit album werd een aantal videoclips uitgebracht, waarvan Dudu en Gülümse Kaderine de bekendste zijn. In de laatste video wordt huiselijk geweld en vrouwenmishandeling aan de orde gesteld.

### 2006: Engels album Come Closer
Na vele tegenslagen lukte het Tarkan eindelijk om in 2006 een Engelstalig album op de markt te brengen. De tegenslagen bestonden uit addertjes onder het gras in het eerder getekende contract met Atlantic Records en uit het uitlekken van vier songs op het internet, een half jaar voor de officiële release van het album.
Het Engelstalige album Come Closer had hoge verwachtingen gewekt, zowel in Turkije als onder de internationale fangemeenschap. Dat dit album slechts matig succes had: twee Top 10-singles, alleen in Duitsland, wordt door velen toegeschreven aan de beperkte promotie buiten Duitsland door Universal Music. De twee nummers die op single werden uitgebracht zijn Bounce en Start the Fire.
Op het album is met grote internationale namen samengewerkt. Siedah Garrett, bekend van haar duet met Michael Jackson: I Just Can't Stop Loving You en van haar nummer Man in the Mirror, zong op Tarkans album mee voor het nummer Touch. De Fugees-zanger Wyclef Jean, die onlangs nog met Shakira een hit had met Hips Don't Lie rapt mee bij het nummer Aman Aman. Op het album staan songs van Billy Mann, die eerder onder andere schreef voor Sting en de Backstreet Boys, en van Brian Kierulf en Josh Schwartz, bekend van de albums van Britney Spears.
In studio's in Istanboel, Los Angeles en New York hebben muzikanten uit allerlei landen aan dit album meegewerkt.
Het laatste album is daardoor divers van stijl, heeft zowel hiphop, R&B als pop-elementen, en het zijn allemaal songs waarin Turkse muziekinstrumenten een rol spelen. Come Closer werd in 2007 klaargestoomd voor een nieuwe uitgave op de Amerikaanse markt, met remixen en nieuwe samenwerking met andere artiesten, onder wie Snoop Dogg.

### 2007/2008 Metamorfose: elektronische muziek met natuur-engagement
Op 24 december 2007 brengt Tarkan een nieuw Turkstalig album uit, getiteld Metamorfoz. Alle nummers zijn door hem zelf geschreven en zijn samen geproduceerd met Ozan Çolakoğlu, die al vanaf 1992 bij Tarkan-nummers en -remixen betrokken was. Het album valt op door het elektronische geluid, waarbij traditionele instrumenten geen rol meer spelen. Er zijn invloeden van disco, trance en hiphop, maar Metamorfoz blijft in tekst en zang sterk verwant aan eerdere albums. De mix van pop en Turkse melodieën, evenals het dansbare karakter zijn behouden. Opvallend is ook het nieuwe uiterlijk van Tarkan, in tweedelig zilverkleurig pak, extreem kort haar en met een baardje. Nog voor de release was het album op nummer één van diverse internetverkoopsites gekomen. Op oudejaarsavond werden zes nummers gepresenteerd tijdens een grote show van de Turkse staatszender TRT. In de twee weken na de release verkoopt het album ruim 350.000 exemplaren.
In de zomer wordt een remix-album van Metamorfoz op de markt gebracht, met onder andere een remix van DJ Tiësto van het nummer Pare Pare. Op de cover prijkt nu een halfnaakte foto met tribal-look en tatoeages. Tegelijkertijd met de nieuwe look, het nieuwe album en de nieuwe website, wordt er voor het eerst een internationale officiële fanclub gelanceerd, genaamd Tarkaninternational.
Sinds 2008 verbindt de zanger zich officieel aan Doga Dernegi, een organisatie voor natuurbescherming. Op 1 oktober verscheen het nummer Uyan (Word wakker) in samenwerking met de klassieke zanger en saz-speler Orhan Gencebay, als collector's item bij het eerste tijdschrift van de organisatie. Deze wil zich in het bijzonder inzetten voor het behoud van Hasankeyf, een antiek dorpje aan de Tigris, waar een bedreigde schildpaddensoort leeft. Hasankeyf dreigt onder water te komen door een dam.
Het door Tarkan geschreven lied Uyan is geen popsong, maar Sanat muziek in een vijfkwartsmaat, zie volgende alinea.

### 2010-heden: Adimi Kalbine Yaz, Ahde Vefa en 10
In 2010 bracht Tarkan Adimi Kalbine Yaz uit, een album vol met dancemuziek. Sommige nummers, waaronder Öp en Acimayacak, zijn een grote hit geworden.
Zes jaar later, in 2010, bracht Tarkan weer een album uit, genaamd Ahde Vefa. Dit album is geen pop-album maar bevat liedjes geschreven in de Sanat müzik-stijl. Voor dit album zijn geen videoclips opgenomen.
In 2017 bracht Tarkan zijn tiende album uit: 10, een verwijzing naar het aantal uitgebrachte albums. Sommige liedjes zijn geschreven door Tarkan. Yolla had als primeur als eerste een videoclip, later werden er ook videoclips voor Beni Çok Sev, Çok Agladim en Kedi Gibi opgenomen. Dit album is minstens 390.000 keer verkocht.

## Klassiek zanger: Sanat müzik
Ondanks zijn carrière als popartiest blijft Tarkan regelmatig teruggrijpen op zijn roots als klassiek geschoold zanger. Op zijn album Dudu staat een klassiek lied, Uzun ince bir yoldayım. De laatste twee sanat muziek liederen van Tarkan die op cd zijn verschenen, zijn Alaturka, op een compilatie-cd van Fahir Atakoglu getiteld Iz, en Uyan, een speciaal lied voor de Doga Dernegi natuurbeschermingsorganisatie. Ook bij optredens en concerten zingt Tarkan vaak Sanat müzik, in Turkije meer dan in Europa.
In 1995 werd voor het Şeker Bayramı (Suikerfeest, einde van de Ramadan) een televisieopname gemaakt van een heel concert met uitsluitend Sanat müzik. Tarkan stond als zanger centraal, hij was gekleed in stemmig zwart. Verder was er een voltallig klassiek orkest met onder andere oed, saz, klarinet, enkele violisten, percussionisten en een achtergrondkoor. Volgens sommige journalisten was dit televisieoptreden een poging om het conservatieve deel van Turkije voor hem in te winnen, nadat hij enkele provocerende dingen had gezegd over seksualiteit en huwelijk.
In 2006 gaf Tarkan een serie uitverkochte concerten in het openluchttheater Harbiye in Istanboel. Tijdens de eerste helft van de show was het een gewoon popconcert, maar na de pauze veranderde het podium in een klassieke setting, met een voltallig klassiek orkest en koor.
De Turkse Sanat müzik, een muziekstijl die in het seculiere Turkije van Atatürk werd gestimuleerd als 'authentiek Turks', kenmerkt zich door poëtische teksten, vaak in het Oudturks, en gebruik van klassieke Turkse instrumenten. Het onderwerp is doorgaans de liefde, of het leven. De liederen zijn, in tegenstelling tot veel westerse klassieke muziek, niet religieus van aard. De eventuele achtergrondkoorzang is unisono, dat wil zeggen niet meerstemmig.
Enkele Sanat müzik liederen die Tarkan regelmatig zingt zijn:
- Duydum ki unutmuşsun gözlerimin rengimi (Ik heb gehoord dat je de kleur van mijn ogen bent vergeten)
- Dönülmez akşamın ufkundayım (De horizon van de avond keert niet terug)
- Benzemez kimse sana (Er is niemand die op jou lijkt)

## Invloed op de Turkse cultuur
Tarkan is in Turkije meer dan een zanger. Hij is voor veel jongeren, zowel voor jongens als meisjes, een idool. Op CNN is Tarkan weleens vergeleken met Elvis Presley, omdat hij ook het manbeeld heeft veranderd. Hij was de eerste mannelijke artiest in Turkije die in het openbaar een oorbel droeg. Het mannelijke ideaal is sterk veranderd in Turkije en Tarkan heeft daar een grote rol in gespeeld. Dit was de conclusie van een promotieonderzoek naar de invloed van Tarkan op het manbeeld van Turkije, verricht door N. Aysun Yüksel aan de universiteit van Ekişehir. Over dit onderzoek werd in 2001 een boek gepubliceerd, "Tarkan Yıldız Olgusu".
Er is een wet in Turkije, die de "Tarkan-wet" wordt genoemd, omdat deze naar aanleiding van Tarkan tot stand is gekomen. In 1999, het jaar waarin de zanger internationaal doorbrak, liep ook zijn termijn af om de militaire dienstplicht uit te kunnen stellen, die duurt anderhalf jaar in Turkije. Tot die tijd had hij wegens zijn studie Engels aan een Universiteit in New York, dispensatie gekregen. Tarkan kwam in 1999 echter niet opdagen voor zijn dienst, ging door met optredens in Europa en Zuid-Amerika, en er dreigde een conflict met de Turkse staat. In de Turkse media werd veel gespeculeerd wat er zou gebeuren. Mogelijk zou Tarkan zijn Turkse nationaliteit kunnen verliezen en bij terugkeer in Turkije worden gearresteerd wegens desertie. Het was duidelijk dat er een impasse was, want de Turken maakten nog geen aanstalten om iets tegen Tarkan te ondernemen. De staat kon echter ook geen gezichtsverlies lijden en niets doen. Na de grote aardbeving in Turkije in 1999 was er opeens veel geld nodig voor wederopbouw. Er werd een wet aangenomen die het mogelijk maakte om na storting van een groot geldbedrag op het nationaal fonds van de aardbeving, een sterk verkorte dienstplicht te doen van twee maanden. Naast Tarkan maakte ook de zanger Mustafa Sandal van deze mogelijkheid gebruik. Beide zangers gingen in januari en februari 2000 verkort in dienst.
Zoals veel popsterren heeft Tarkan sponsors. De zanger sloot onder andere contacten af met Pepsi, met telefoonaanbieders Turkcell en Avea, oliemaatschappij Opet, chipsfabrikant Doritos Pancho, zonnenbrilmerk Police en een jeansmerk Loft. Deze Turkse en internationale firma's sponsorden videoclips, concerten en speciaal uitgebrachte singles. Tarkans gezicht werd aan de merken verbonden door commercials waarin hij de hoofdrol speelde en door merchandiseproducten met de merknaam zoals kalenders, en grote billboards. Dit betekent dat het gezicht van Tarkan regelmatig het straatbeeld in grote Turkse steden beheerst. In 2004 werd ook een parfum onder zijn naam op de markt gebracht.

## Roddelbladen, paparazzi en schandalen
De verhouding tussen Tarkan en de Turkse (boulevard)pers is problematisch. De zanger kan de deur niet uit of er staan hem camera's op te wachten, en journalisten die hem intieme vragen stellen. In Turkije is journalistiek niet zeer goed ontwikkeld, en mogelijkheden om te procederen tegen laster en leugens zijn nagenoeg afwezig.
Het eerste "schandaal" was in 1994, toen hij na afloop van een concert tegen een journalist, die hem wilde interviewen, zei: "joh, ik moet pissen". Dit taalgebruik in het openbaar was volgens velen ongepast. Toen Tarkans vader overleed, en hij zijn concerten niet afzegde maar door liet gaan, werd hij van respectloos gedrag beschuldigd.
In 2007, tijdens een fotosessie, werd de zanger kilometers lang achtervolgd door paparazzi, waarbij er bijna een ongeluk gebeurde. De geëmotioneerde popster vroeg de journalisten of ze sinds de dood van prinses Diana niets hadden geleerd.
Later dat jaar blokkeerden cameramensen de uitgang van zijn studio en ook de ingang van zijn huis, zodat hij en zijn vriendin toevlucht tot een hotel moesten nemen.
In 2001 sloeg de geruchtenmachine op hol toen er gestolen privéfoto's in de roddelpers verschenen van Tarkan op een strand in omhelzing met andere mannen, en zittend op een naaktstrand. De foto's waren tijdens een verhuizing in New York gestolen, en de dief had Tarkan willen chanteren voor 250.000 dollar. Uiteindelijk waren de foto's door de dief verkocht aan de roddelpers voor 150.000 dollar. De foto's veroorzaakten een enorme commotie. Het ging niet om de chantage, maar wat er op de foto's te zien was of waar het op leek. Tarkan stond met en zonder zwembroek naast andere mannen op een strand. Tarkan gaf een persconferentie waarin hij benadrukte dat het zijn leven was, dat hij zich nergens voor schaamde en dat hij niemand verantwoording hoefde af te leggen. Het statement van Tarkan werd langere tijd uitgelegd als een coming-out. De dief van de foto’s kwam voor de rechter en moest een boete betalen. In latere interviews ontkende Tarkan homoseksueel te zijn. Hij gaf ook aan dat het steeds terugkeren van de vraag naar zijn seksuele voorkeur voortkomt uit angst van Turkse mannen voor de moderne man.
Tarkan spreekt niet met de Turkse media omdat ze hem, naar eigen zeggen, als muzikant niet serieus nemen. Alle vragen gaan altijd over zijn privéleven en nooit over zijn muziek. De meest gestelde vraag in de Turkse schandaalpers is of hij homoseksueel is. De Turkse pers noemt hem vaak: 'de schande van Turkije' in plaats van 'de ster van Turkije'. Al jaren speculeren de Turkse media over de seksuele voorkeur van de zanger. Dit ondanks het feit dat de zanger steeds langdurige relaties met vrouwen heeft. Tarkan heeft als popster echter een ambivalent, metroseksueel imago.
Door het ambivalente imago van Tarkan, de moeizame emancipatie en acceptatie van homo-/biseksualiteit in Turkije en door de onbetrouwbaarheid van de Turkse roddelpers is het vrijwel onmogelijk om met zekerheid iets te zeggen over de eigenlijke seksuele geaardheid van Tarkan. Wel is duidelijk dat het aanhoudende "gezeur" hierover ertoe geleid heeft dat de zanger nauwelijks meer interviews geeft in de Turkse pers. In een interview in Dubai in 2007 verzuchtte hij dat de Turkse pers niet zal rusten voordat ze van hem een homo hebben gemaakt en hij vroeg zich af hoelang mensen zijn relatie met de juriste Bilge Öztürk nog een leugen zullen blijven noemen. Deze relatie, die zeven jaar heeft geduurd, werd beëindigd in de zomer van 2008. In de video voor Dilli Düdük (Kletskous, 2008) bespot Tarkan de media, die de betekenisloze gebeurtenissen in zijn leven opblazen.
Sommige media berichten uitsluitend negatief over de zanger, andere prijzen hem de hemel in. Dit heeft mogelijk ook te maken met de machtsverstrengeling tussen platenmaatschappijen en televisiezenders.

## Arrestatie
Op vrijdag 26 februari 2010 werd Tarkan gearresteerd op verdenking van verboden hasjbezit, samen met enkele andere vooraanstaande figuren uit de Turkse amusementswereld. Hij werd na ondervraging vrijgelaten, en bedankte fans en collega's voor hun steun. In april maakt de openbare aanklager in Istanboel bekend dat Tarkan tot twee jaar gevangenisstraf zou kunnen krijgen.

## Verkrijgbaarheid van albums en singles
Tarkans muziek is buiten Turkije niet altijd even gemakkelijk verkrijgbaar. Het compilatie-album Tarkan uit 1999 verscheen op de internationale markt, en ook het Engelstalige album Come Closer uit 2006 is in Nederlandse cd-winkels verkrijgbaar (niet overal). Via het internet zijn de cd's ook te verkrijgen.

## Privé
Tarkan huwde in 2016 in besloten kring met de eveneens Turks-Duitse Pınar Dilek, een fan van hem. In 2018 kregen ze een dochter genaamd Liya.

## Discografie

### Albums
- 1992 - Yine Sensiz cassette (Weer zonder jou)
- 1993 - Yine Sensiz cd (Extended Mix)
- 1994 - A-Acayipsin (Je bent zo mooi)
- 1997 - Ölürüm Sana (Ik sterf voor je)
- 1999 - Tarkan
- 2001 - Karma
- 2003 - Dudu (Naam)
- 2006 - Come Closer (Kom dichterbij)
- 2007 - Metamorfoz (Metamorfose)
- 2008 - Metamorfoz Remixes
- 2010 - Adımı Kalbine Yaz (Schrijf mijn naam op je hart)
- 2016 - Ahde Vefa
- 2017 - 10

### Singles
- 1999 - Şimarik (Verwend) (Alarmschijf)
- 1999 - Şıkıdım (Shake)
- 1999 - Bu Gece (Vannacht)
- 2001 - Kuzu Kuzu (Als een lammetje)
- 2001 - Hüp Remix 8 (remix)
- 2005 - Bounce (alleen in Turkije)
- 2006 - Bounce (internationaal)
- 2006 - Start the Fire (Mousse T. Radio-Mix)
- 2008 - Uyan (Word wakker!), duet met Orhan Gencebay, speciale uitgave bij het tijdschrift van Doga Dernegi, Turkse vereniging voor natuurbescherming
- 2010 - Sevdanın Son Vuruşu (Het laatste schot van de liefde), songteksten zijn geschreven door Aysel Gürel
- 2012 - Aşk Gitti Bizden (Liefde is weg van ons)
- 2012 - Hadi Bakalım (Kom op..)
- 2012 - Ben erkeklerin aşığım (Als een vogel in de wind)

### Promotiesingles

#### Clubpromos
Geen van deze singles geldt als officiële uitgave, maar deze speciale dance-mixen werden voor clubs uitgebracht.
- 1998 - Şımarık (5 tracks)
- 1999 - Şımarık (Ned Devine Mixes)
- 1999 - Şımarık (Şinan Mixes)
- 1999 - Bu Gece (DJ Tomcraft Remix)
- 2006 - Bounce (Black & White Release - Dj Fumas & Armand van Helden Remix)
- 2006 - Start the Fire (12-inch) Red Release (1-sided limited ed)
- 2006 - Start the Fire (12-inch) Red Release (Mousse T Remix)

#### Indoor promosingle
Deze single werd uitgebracht door Istanbul Plak om Tarkan in Europa in 1995 onder de aandacht te brengen. Enkele daarvan gingen naar radiozenders.
- 1995 - Hepsi Senin Mi + Kış Güneşi + Bekle (Is alles van jou? + Winterzon + Wacht) (3 tracks)

#### Reclamesingles
Dit zijn singles die als deel van een sponsoring of reclamecampagne werden uitgebracht, en die op geen enkel album staan.
- 2002 - Özgürlük Içimizde, (Vrijheid zit van binnen) voor de Turkcell campagne
- 2002 - Bir Oluruz Yolunda, (Samen) voetballied voor het Turkse elftal bij de wereldkampioenschappen
- 2005 - Ayrılık Zor, (Afscheid is moeilijk) Avea GSM Ad Campaign

#### Soundtracks met muziek en/of stem van Tarkan
- Disney's Hercules / Herkül - Turkse versie
Tarkan zong voor de Turks gesproken versie van deze film het lied Yolundayim, origineel was dit Michael Boltons Go The Distance en hij sprak de stem in van de volwassen Herkules, die origineel werd ingesproken door Tate Donovan.
- Beau Travail (met de track Şımarık)
- Geboren in Absurdistan (met de track Şımarık)
- XX/XY (met de track Şımarık)
- Mr Socrates (met de track Ölürüm Sana)